# Joona Toivio
Joona Toivio, född 10 mars 1988 i Sibbo, är en finländsk fotbollsspelare som spelar för HJK Helsingfors.

## Karriär
2004 blev han utnämnd till Finlands bästa junior och året efter skrev han på sitt första seriorkontrakt med HJK Helsingfors. I januari 2007 skrev han på ett 2,5-årskontrakt för AZ Alkmaar utan att ha spelat en match i Tipsligan med HJK.
Den 30 december 2009 meddelade Djurgårdens IF via hemsidan att Toivio skrivit under ett 4-årskontrakt. Inför säsongen 2012 meddelade Djurgårdens IF att Toivio kommer att vara klubbens lagkapten. 
Efter tre säsonger i Djurgården (2010, 2011 och 2012) med ett år kvar på kontraktet köptes Toivio loss av norska mästarklubben Molde FK i mitten av mars 2013  för en hemlig övergångssumma. Toivio hann spela ett antal försäsongsmatcher för Djurgården tidigt 2013 samt även en match i Svenska Cupens gruppspel i mars 2013.
I februari 2018 värvades Toivio av polska Termalica Nieciecza, där han skrev på ett 2,5-årskontrakt.
I augusti 2018 skrev Toivo på ett 3,5-årskonktrakt med BK Häcken efter det att hans kontrakt med Termalica Nieciecza brutits. Inför säsongen 2022 återvände Toivio till Finland och skrev på ett treårskontrakt med HJK Helsingfors.

## A-landskamper & mål
- 2011: 8 / 1 (debutår)
- 2012: 8 / 0
- 2013: 7 / 1
- 2014: 1 / 0 (per den 19 mars 2014)

## Seriematcher & mål
- 2014: – / –
- 2013: 16 / 4 (i Molde)
- 2010–12: 87 / 9 (i Djurgården)
- 2012: 30 / 2
- 2011: 28 / 6
- 2010: 29 / 1
- 2009/10: 16 / 0 Stormvogels Telstar
- 2008/09: 33 / 0 Stormvogels Telstar